# SN 2004ip
SN 2004ip – supernowa typu II? odkryta 13 września 2004 roku w galaktyce IRAS18293-3413. W momencie odkrycia miała maksymalną jasność 18,70m.